# Lora Storey
Lora Storey (ur. 19 października 1989) – australijska lekkoatletka specjalizująca się w biegach sprinterskich i średniodystansowych.
Brązowa medalistka IAAF World Relays (2017).
Złota medalistka mistrzostw Australii.

## Osiągnięcia
| Rok  | Impreza            | Miejsce | Konkurencja             | Lokata     | Wynik   |
| ---- | ------------------ | ------- | ----------------------- | ---------- | ------- |
| 2017 | IAAF World Relays  | Nassau  | sztafeta 4 × 800 metrów | 3. miejsce | 8:21,08 |
| 2017 | Mistrzostwa świata | Londyn  | bieg na 800 metrów      | eliminacje | 2:07,17 |

## Rekordy życiowe
- bieg na 400 metrów – 53,71 (2017)
- bieg na 800 metrów – 2:01,67 (2016)